# چاکرام
چاکرام (سانسکریت: chakram; پنجابی: chakkar) نوعی سلاح سرد پرتابی است که در شبه قارهٔ هند استفاده می‌شده، مورد استفادهٔ دیگر این وسیله محافظت از ساعد و همچنین سر شخص در برابر ضربات شمشیر است.

## شکل ظاهری
این سلاح به صورت دایره‌هایی با قطر بین ۱۲ تا۳۰ سانتیمتر و لبهٔ خارجی تیز ساخته می‌شد.

## نگارخانه

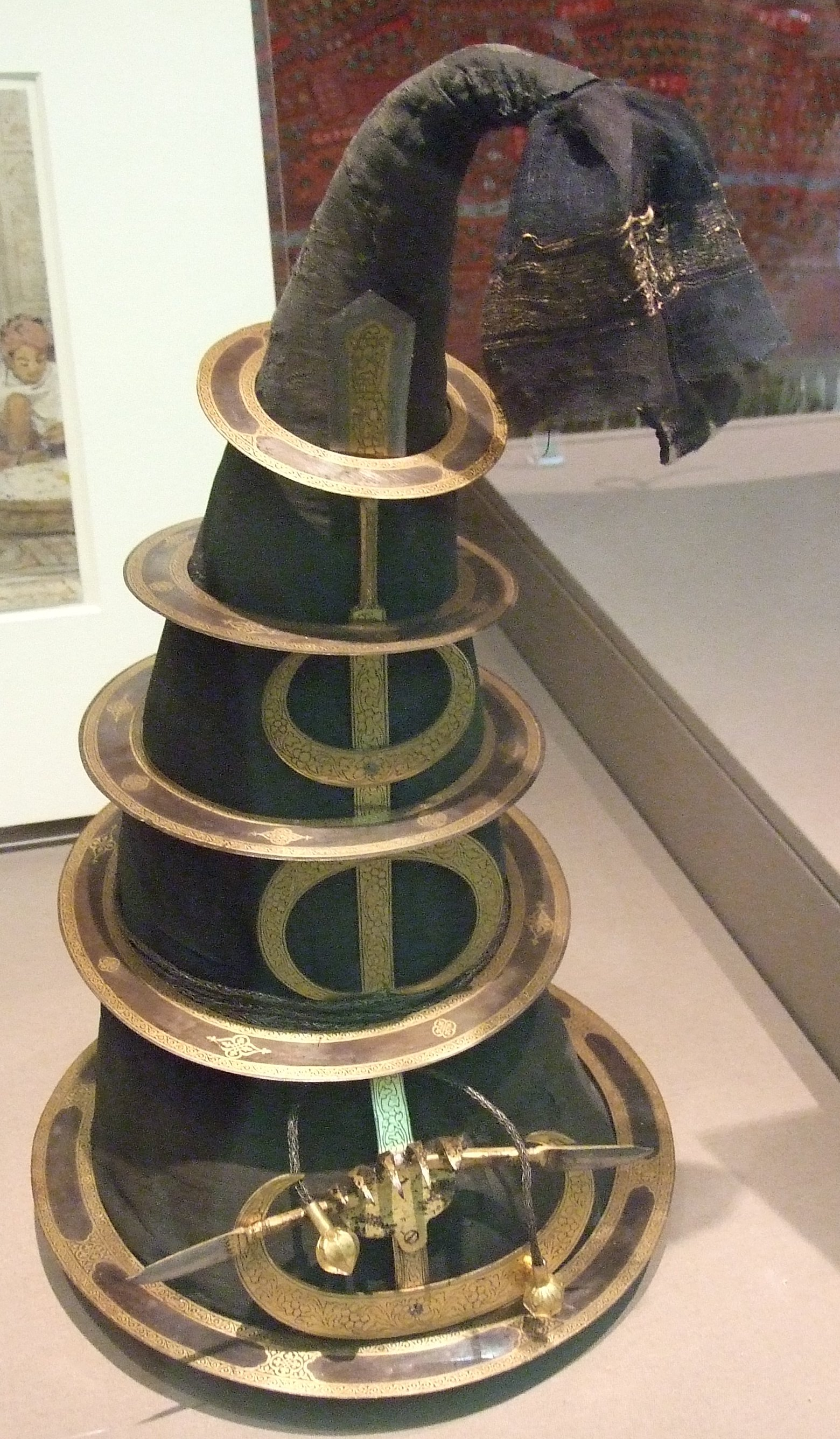
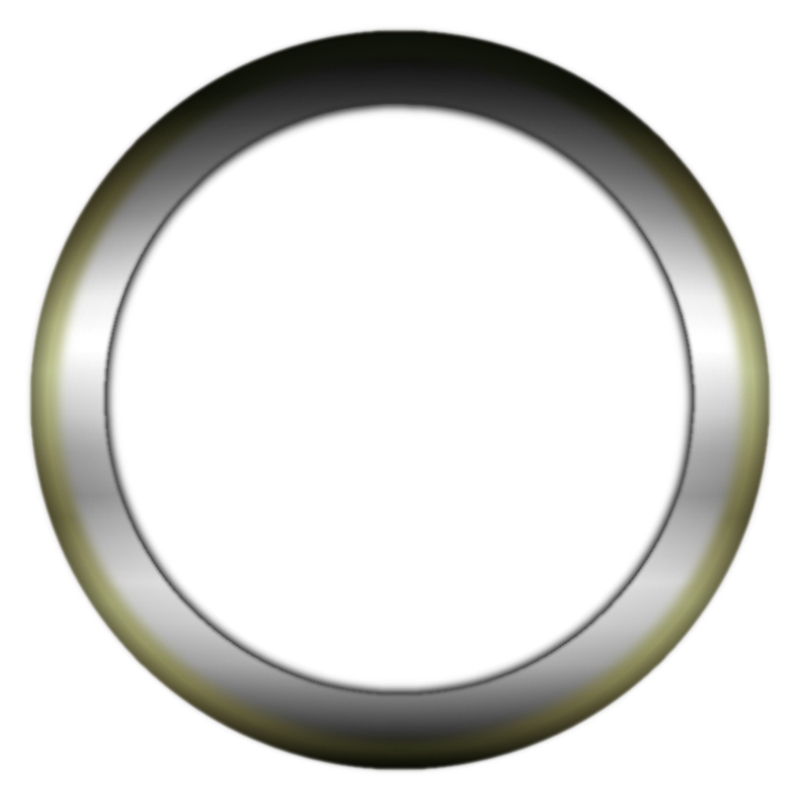
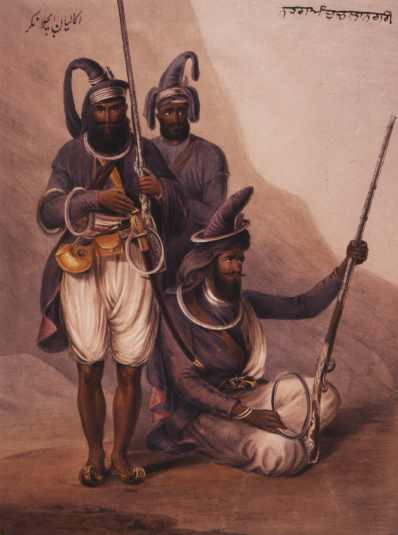